# チョン・ジヒョン
チョン・ジヒョン（朝: 전지현、全智賢、1981年10月30日 - ）は、韓国のモデル、女優。本名、ワン・ジヒョン（왕지현、王智賢）。本貫は開城王氏。世界進出を機に、英語名を“Gianna Jun”としている。ソウル特別市出身。真善女子高等学校、東国大学校芸術学部卒業、現在は東国大学映像大学院修士課程在学中。

## キャリア

### 1997年 - 2000年：モデル・女優デビュー
1997年、韓国のティーン向けファッション雑誌『Ecole』の表紙を飾りモデルデビュー。
1998年にドラマ『私の心を奪ってみて』で女優デビュー。1999年に大ヒットドラマ『Happy Together』でイ・ビョンホンやソン・スンホンら韓国のスター俳優たちと共演しSBS演技大賞で新人賞を受賞。さらに映画『ホワイトバレンタイン』でスクリーンデビューを果たすと第35回百想芸術大賞で新人賞を受賞する。

### 1999年 - ：CMクイーンとして人気を獲得
1999年、サムスン電子のCMでテクノダンスを踊る姿を披露すると瞬く間に話題となりその後も様々な映画、ドラマで活躍しながらケンタッキーフライドチキン、オリンパス、iPodや携帯電話、ブレンド茶飲料等、数多くのテレビコマーシャルにも出演し、元祖CMクイーンとも呼ばれるようになる。日本でも2007年からアジエンスのCMに出演し、アジア全域で放映された。2008年に発売されたサムスン電子のタッチパネル式携帯電話HAPTICのCMに出演、『チョン・ジヒョンより彼女（HAPTIC端末）が好きな理由は触れるから』というコピーが話題となり、韓国では『チョン・ジヒョンより○○が好きな理由は触れるから』と言って男子が女子に触ろうとする会話が流行した。2014年と2015年に消費者が最も好むモデル第1位に2年連続で選ばれ、その後も常にランキング上位に名前が挙がっている（2020年時点）。

### 2001年 - 2004年：『猟奇的な彼女』の成功
2001年に公開された映画『猟奇的な彼女』が観客動員数500万人を超えるヒット作となり、大鐘賞の女優主演賞を受賞。韓国ではラブストーリーとしては歴代1位を記録し、"猟奇ブーム"も巻き起こす社会現象となった。同作は2003年に日本でも公開されるとヒットし、日本での知名度が高まった。
2004年には『猟奇的な彼女』のクァク・ジェヨン監督と再びタッグを組み、『僕の彼女を紹介します』で主演を務めた。こちらも韓国での年間観客動員数ランキング10位を記録し、日本でも約20億円の興行収入で日本における韓国映画興行記録を塗り替え当時ではトップを記録するなど大ヒットした。

### 2006年 - 2012年：海外とのタッグ・独立
2006年、香港のアンドリュー・ラウ監督の映画『デイジー』で主演を務める。
2009年、チョン・ジヒョンの私物の携帯電話に不法複製記録が確認され、捜査したところ所属事務所のサイダスHQがチョン・ジヒョンの携帯の不正コピーを業者に依頼してメッセージを覗き見ていた事が発覚し、4月16日に元役員と社員が起訴された。その後、ジヒョンがサイダスHQと契約を延長したことで事態を収拾させるが、翌2010年にデビューから所属したサイダスHQを離れ、長年連れ添ってきたマネージャーとともに個人事務所J&Coエンターテイメント立ち上げ独立。2012年からは文化倉庫に所属している。

### 2012年 - 現在：第二の全盛期
しばらくヒット作から遠ざかっていたが、2012年にアジアの豪華スターが共演した韓国映画『10人の泥棒たち』に出演し、韓国の観客動員記録を塗り替える大ヒットを記録する。さらに2013年1月に公開された『ベルリンファイル』も歴代の1、2月公開作のうち最短期間で200万人を突破するなど、出演映画が続けて大ヒット作を飛ばしていく。
2014年、『Happy Together』以来14年ぶりのドラマ復帰作となった『星から来たあなた』が大ヒット。最高視聴率33.2%を記録し、韓国のみならずアジア全域でシンドロームを巻き起こした。個人でも第50回百想芸術大賞でテレビ部門大賞、SBS演技大賞で大賞を受賞する。
2015年、日本統治時代の朝鮮を舞台にした映画『暗殺』で独立軍のスナイパーを演じ、自身2度目となる大鐘賞の女優主演賞を受賞した。
2016年に第一子の出産を経て、『星から来たあなた』のパク・ジウンが脚本を手掛け再びのタッグとなった『青い海の伝説』で女優復帰を果たす。野生児のように天真爛漫な人魚のヒロインを演じ、イ・ミンホ演じる天才詐欺師とのラブロマンスを繰り広げ、前作には及ばないものの最高視聴率21％と高視聴率を記録した。
2018年に第二子を出産し育児に専念してきたが、2021年にNetflixオリジナルドラマ『キングダム:アシンの物語』で女優復帰する。

## 私生活
母親も墨氏という珍しい姓氏の出身である。
2011年、同い年の幼馴染で米国系銀行に勤務する韓国人男性との交際を公表し、2012年4月13日にソウル市内のホテルで結婚式を挙げた。
2016年2月10日に長男、2018年1月26日に次男を出産した。

## 広報大使・広告塔
2014年、ドラマ『星から来たあなた』が海外でもヒットしたこともあり、韓国観光公社から韓国観光名誉広報大使に任命された。
2015年、GUCCIのアジア広告キャンペーンのモデルに起用された。韓国人女優がGUCCIのモデルに起用されるのは初めて。
2020年、アレキサンダー・マックイーンの韓国初のアンバサダーに起用された。

## 慈善活動
2014年、セウォル号沈没事故の犠牲者に向けて本名のワン・ジヒョン名義で1億ウォン寄付し、「希望を失わないでほしい、小さな気持ちではあるがご遺族の方々の痛みを分け合いたい」と伝えた。
2020年2月には新型コロナウイルスの感染拡大防止のために『希望ブリッジ全国災害救護協会』に本名名義で1億ウォンの寄付を行い、困難に直面していらっしゃる多くの方の力に少しでもなれたらという気持ちで寄付を行い心をひとつにしてこの危機を乗り越えられたら」とコメントを寄せた。

## 出演

### 映画
- ホワイト・バレンタイン（1999年） - ジョンミン 役
- イルマーレ（2000年） - ウンジュ 役
- 猟奇的な彼女（2001年） - 彼女 役
- 4人の食卓（2003年） - ヨン 役
- 僕の彼女を紹介します（2004年） - ヨ・ギョンジン巡査 役
- デイジー（2006年） - ヘヨン 役
- 星から来た男（2008年） - スジョン 役
- ラスト・ブラッド（2009年） - サヤ 役 ※押井守が企画協力し、2000年に製作された同名のフルデジタルアニメ『BLOOD THE LAST VAMPIRE』の実写版
- 雪花と秘文字の扇（2011年） ※2011東京／札幌・中国映画週間で上映[37]
- 10人の泥棒たち（2012年） - イェ・ニコル 役
- ベルリンファイル（2013年） - リョン・ジョンヒ 役
- 暗殺（2015年） - アン・オギュン 役[38]

### ドラマ
- The Season of Puberty（1997年）
- 私の心を奪って（1998年、SBS） - ワン・ガヨン 役
- Happy Together（1999年、SBS） - ソ・ユンジュ（ジユン） 役
- 星から来たあなた（2013年-2014年、SBS）-  チョン・ソンイ 役
- 青い海の伝説（2016年-2017年、SBS） - シム・チョン／セファ 役
- キングダム:アシンの物語（2021年、Netflix）-  アシン 役
- 智異山～君へのシグナル～（2021年、tvN）-  ソ・イガン 役
- 北極星（2025年、Disney+） - ソ・ムンジュ 役

## 受賞歴
- 第35回百想芸術大賞 新人賞（『ホワイトバレンタイン』[7]
- 1999 SBS演技大賞 新人賞（『Happy Together』）[6]
- 第39回大鐘賞 （『猟奇的な彼女』）
  - 女優主演賞
  - 人気賞
- 第17回富川国際ファンタスティック映画祭 プロデューサーチョイス賞（『10人の泥棒たち』、『ベルリンファイル』）[39]
- 第50回百想芸術大賞 大賞（『星から来たあなた』）[7]
- 2014 SBS演技大賞（『星から来たあなた』）[6]
  - 大賞
  - 10大スター賞
  - プロデューサー賞
  - ベストカップル賞
- 第3回APAN Star Awards 韓国スター賞（『星から来たあなた』）
- 第41回韓国放送大賞 演技者賞（『星から来たあなた』）[40]
- 2015大韓民国大衆文化芸術賞 大統領表彰[41]
- 第52回大鐘賞 - 女優主演賞（『暗殺』）
- 2016 SBS演技大賞（『青い海の伝説』）[27]
  - 10大スター賞
  - ベストカップル賞